# Kniksenova cena
Kniksenova cena (norsky: Kniksenprisen), která byla založena v roce 1990, je ocenění pro nejlepší fotbalové hráče v norské extra lize (Tippeligaen). Ocenění je pojmenováno po legendárním norském fotbalistovi Roaldu Jensenovi, který byl přezdívaný „Kniksen“.

## Kategorie

### Kategorie A
Porota složená z hráčů, vedoucích, trenérů a funkcionářů v Tippeligaen, nominuje a vybírá vítěze v každé kategorii. Kategorie jsou:
- Brankář roku
- Obránce roku
- Záložník roku
- Útočník roku
- Trenér roku
- Rozhodčí roku

V roce 2006, byly uděleny také dvě další kategorie: Mladý hráč roku a hráč roku norské první divize. Všichni kandidáti musí hrát v norské extra lize (Tippeligaen). Na národnosti hráčů nezáleží.

### Kategorie B (hlavní ceny)

#### Kniksen roku
Ocenění je udělováno nejlepšímu norskému hráči roku. Hráč může hrát v zahraničí nebo v Norsku.

#### Kniksenova čestná cena
Uděluje se osobě nebo týmu, kteří znamenali velký přínos pro norský fotbal. Toto ocenění může být uděleno za celoživotní přínos a je považován za nejprestižnější ocenění norského fotbalu. Kniksenova čestná cena nebyla udělena v roce 2005 a 2006, ale v roce 2007 byla obnovena.